# Schwarzenberg am Böhmerwald
Schwarzenberg am Böhmerwald est une commune autrichienne du district de Rohrbach en Haute-Autriche.

## Géographie
Premier village sur la route 127 reliant la Bavière (Waldkirchen) à Rohrbach.